# ナワーブ

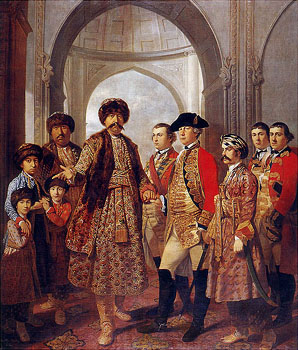
アワドのナワーブ・シュジャー・ウッダウラ

ナワーブ （Nawab）は、インドにおける称号の一つ。アラビア語を起源とする語で、「代官」を意味し、太守とも訳される。女性の場合ナワーブ・ベーグム（Nawab Begum）となる。

## 概要
ナワーブの語はムガル帝国における各地の地方長官の称号であるが、この語は18世紀以降に普及した語であり、それまではスーバダールと呼ばれていた。18世紀以降、帝国の支配から独立したアワド太守、ベンガル太守、カルナータカ太守はこのナワーブの称号を持った。
なお、帝国の衰退に伴って各地のムスリム領主もまた、それぞれが役職に関係なくナワーブの称号を使用した。その例としては、バハーワルプル、ボーパール、ジュナーガド、ラームプルなどが挙げられる。
イギリス統治下では、ナワーブは藩王の称号の一つであり、ニザームやマハーラージャと同様に使われた。なお、インドで富をなしたイギリス人はナワーブにひっかけてネイボッブと呼ばれた。

## ナワーブの一覧

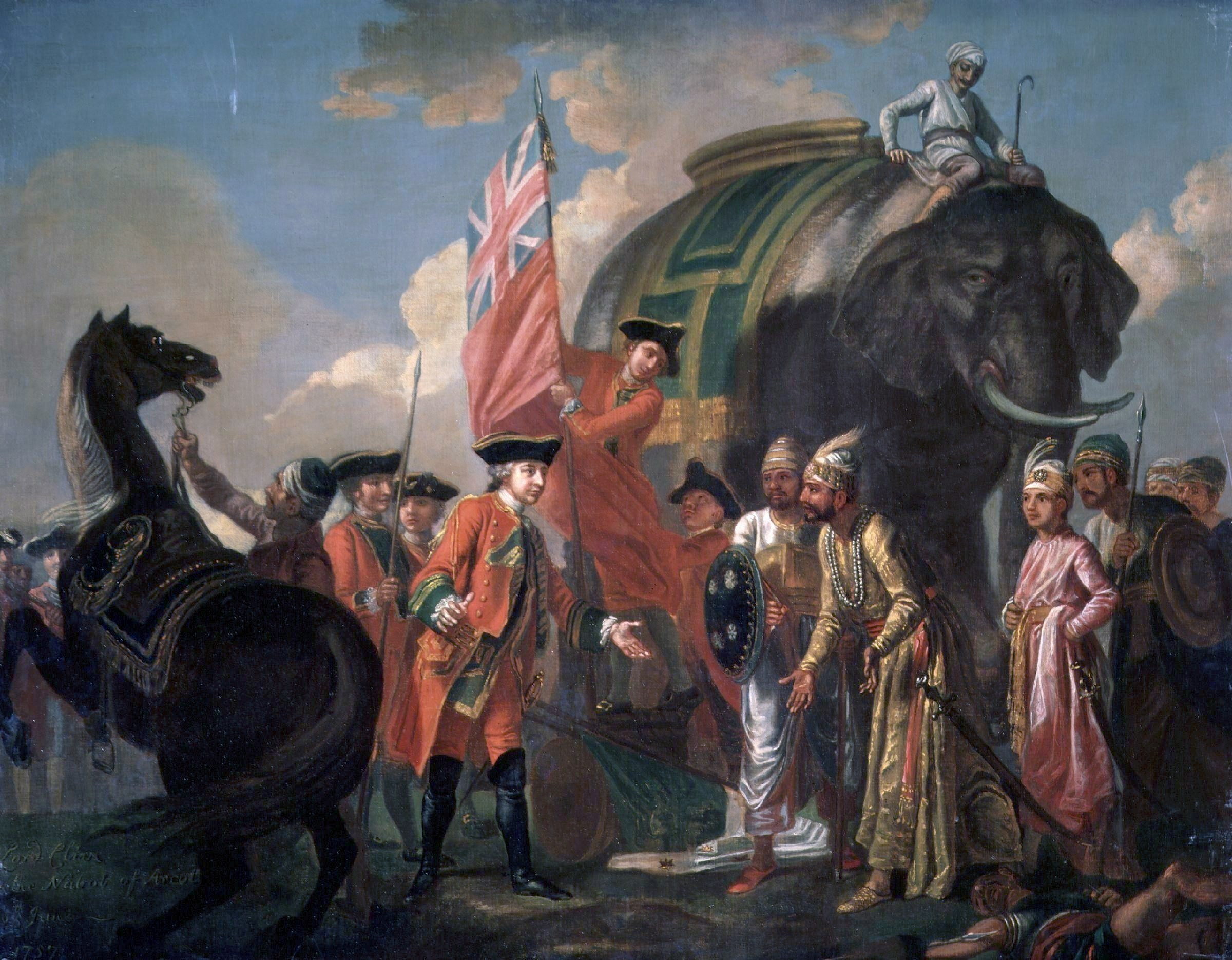
ロバート・クライヴと面会するベンガルのミール・ジャアファル

- アワドのナワーブ（アワド太守）
- ベンガルのナワーブ（ベンガル太守）
- アルコットのナワーブ（カルナータカ太守）
- バハーワルプルのナワーブ
- ジュナーガドのナワーブ
- ボーパールのナワーブ
- バンガナパッレのナワーブ
- トーンクのナワーブ
- サヴァヌールのナワーブ
- スーラトのナワーブ
- ラームプルのナワーブ